# Callitomis shirakii
Callitomis shirakii là một loài bướm đêm thuộc phân họ Arctiinae, họ Erebidae.